# Wasserturm auf dem Petrisberg

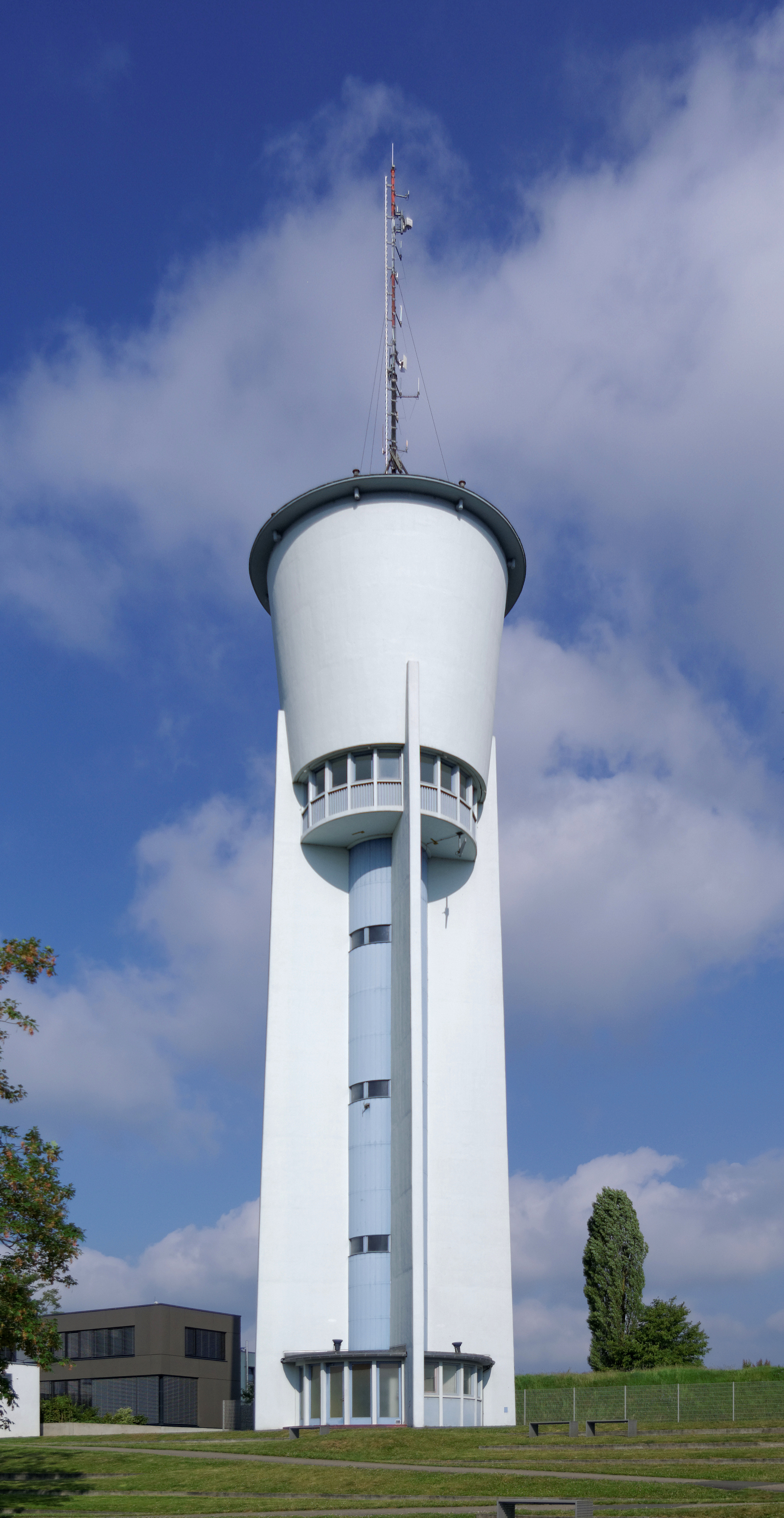

Der Wasserturm auf dem Petrisberg in Trier ist ein 39 Meter hoher ehemaliger Wasserturm, der 1958 nach den Plänen des Trierer  Architekten Herbert Montebaur erbaut wurde.

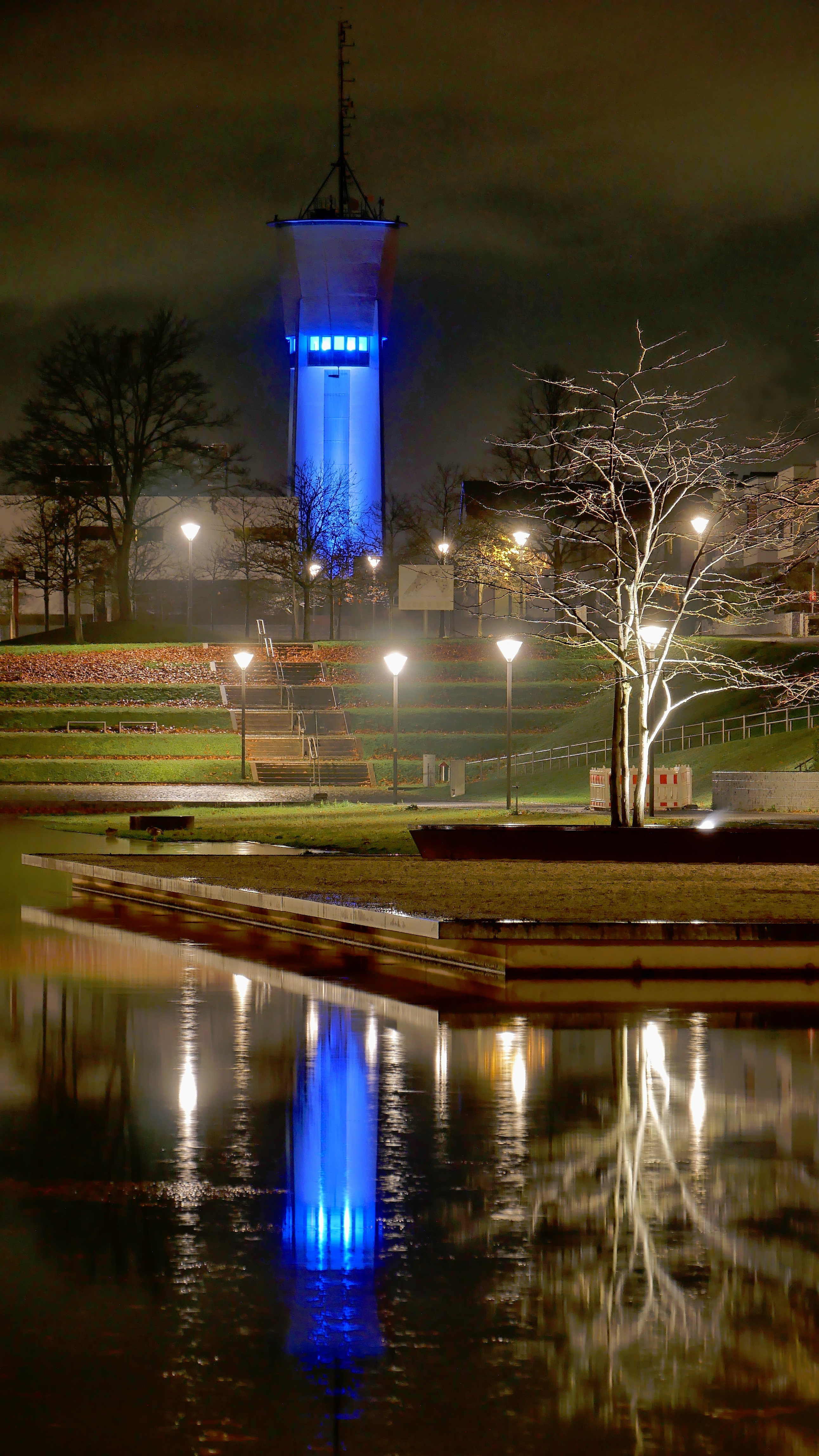
Der illuminierte Wasserturm spiegelt sich im Wasserband

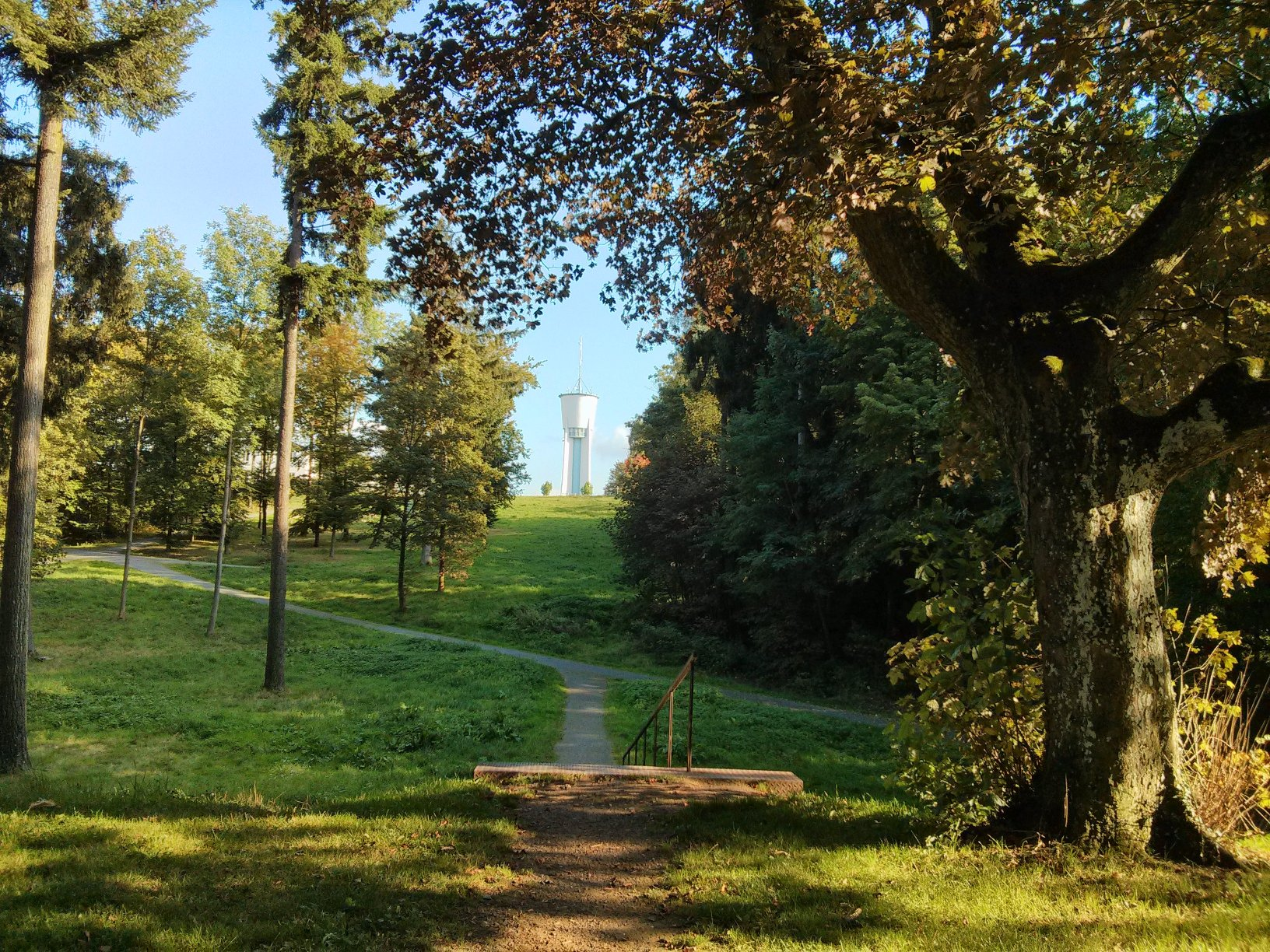
Blick vom Franzensknüppchen zum Wasserturm

Mit einem Fassungsvermögen von 412.000 Litern diente er zuletzt vor allem der Wasserversorgung von Olewig. Erbaut wurde er insbesondere für die Versorgung der Kasernen am Petrisberg sowie der Stadtteile Tarforst und Neu-Kürenz. Seit 1988 wurde er von einem größeren Hochbehälter abgelöst. Seit 1998 ist er ein offizielles Wahrzeichen der Stadt Trier und wird nachts illuminiert. Der knapp 39,06 m hohe Turm kann über eine Treppe mit 144 Stufen bestiegen werden.
Zur Zeit der Entstehung des Turmes wurde er mit den Adjektiven „futuristisch“, „avantgardistisch“, „filigran“ versehen und galt als architektonisch und bautechnisch  interessantes Bauwerk. Die auffallend schlanke Konstruktion des Hochbehälters aus Stahlbeton wird von vier flachen, schlanken Betonpfeilern getragen, deren Querschnitt am Grund 0,45 m auf 4,30 m beträgt. Die Pfeiler wurden so aufgestellt, dass in der Mitte Platz für einen 3,30 m breiten Treppenschaft mit lichter Weite bleibt. Zur Sicherung der Stabilität ruhen die tragenden Stützpfeiler auf einer starken Fußplatte von zwölf auf zwölf Meter Fläche. Die 32,5 m aufragenden Stützen verjüngen sich mit einem Verhältnis von 1:30.
Aufgrund der schlanken Bauweise – der mittlere Durchmesser des Stahlbetonbehälters beträgt nur 8,50 m – ist ein Unterschied des Wasserstandes von acht Metern zwischen leerem und vollem Behälter in Kauf zu nehmen. Die hierdurch entstehenden Druckunterschiede bei der Speisung des Behälters werden dadurch ausgeschaltet, dass der Wassereinlauf ganz oben in den Behälter eingebaut wurde. Der doppelwandig ausgeführte Behälter besteht vollständig aus Beton. Zwischen den Betonwänden ist zum Schutz gegen Kälte und Wärme eine zehn Zentimeter starke Isolierschicht aus wärmedämmendem Kunststoff eingelassen. Dies ist nötig, da der Behälter aufgrund seiner Lage auf einem Bergrücken sowohl den kalten Winden als auch der Sonne ausgesetzt ist.
Die Rohrleitungen liegen in einem 1,10 m Durchmesser großen Kern, der sich im Treppenschaft mit einem Durchmesser von 3,30 m befindet. Um diesen Kern herum führt eine 1,10 m breite Wendeltreppe bis zur fast vollständig verglasten Aussichtskanzel, die unterhalb des Behälters in ca. 30 m Höhe zu erreichen ist. Der Treppenschaft war komplett mit Spezial-Beton-Wabenfenstern verglast (diese wurden später durch eine Stahlblechverkleidung ersetzt).
Der Turm trug zudem die Antenne für die Funksprechanlage der Stadtwerke Trier. Der seit 1998 in der Denkmalliste geführte Turm wurde 2004 anlässlich der Landesgartenschau Trier 2004 komplett eingerüstet und saniert.